# Championnat sud-américain de football de 1945
Navigation
Uruguay 1942 Argentine 1946
Le Championnat sud-américain de football de 1945 est la dix-huitième édition du championnat sud-américain de football des nations, connu comme la Copa América depuis 1975, qui a eu lieu à Santiago au Chili du 14 janvier au 28 février 1945. Cette édition est appelée « extra » (aucun trophée n'est remis aux vainqueurs), mais considérée comme officielle par la CONMEBOL.
Les pays participants sont l'Argentine, la Bolivie, le Brésil, le Chili, la Colombie, l'Équateur et l'Uruguay. Le Paraguay et le Pérou se retirent de la compétition et la Colombie y participe pour la première fois. 

## Résultats

### Classement final
Les sept équipes participantes sont réunies au sein d'une poule unique où chaque formation rencontre une fois ses adversaires. À l'issue des rencontres, l'équipe classée première remporte la compétition.
|   | Équipe    | Pts | J | G | N | P | BP | BC | Diff |
| - | --------- | --- | - | - | - | - | -- | -- | ---- |
| 1 | Argentine | 11  | 6 | 5 | 1 | 0 | 22 | 5  | +17  |
| 2 | Brésil    | 10  | 6 | 5 | 0 | 1 | 19 | 5  | +14  |
| 3 | Chili     | 9   | 6 | 4 | 1 | 1 | 15 | 5  | +10  |
| 4 | Uruguay   | 6   | 6 | 3 | 0 | 3 | 14 | 6  | +8   |
| 5 | Colombie  | 3   | 6 | 1 | 1 | 4 | 7  | 25 | -18  |
| 6 | Bolivie   | 2   | 6 | 0 | 2 | 4 | 3  | 16 | -13  |
| 7 | Équateur  | 1   | 6 | 0 | 1 | 5 | 9  | 27 | -18  |

| 14 janvier | Chili     | 6 | 3 | Équateur  |
| 18 janvier | Argentine | 4 | 0 | Bolivie   |
| 18 janvier | Brésil    | 3 | 0 | Colombie  |
| 21 janvier | Chili     | 5 | 0 | Bolivie   |
| 24 janvier | Uruguay   | 5 | 1 | Équateur  |
| 28 janvier | Uruguay   | 7 | 0 | Colombie  |
| 28 janvier | Brésil    | 2 | 0 | Bolivie   |
| 31 janvier | Chili     | 2 | 0 | Colombie  |
| 31 janvier | Argentine | 4 | 2 | Équateur  |
| 7 février  | Argentine | 9 | 1 | Colombie  |
| 7 février  | Brésil    | 3 | 0 | Uruguay   |
| 11 février | Bolivie   | 0 | 0 | Équateur  |
| 11 février | Chili     | 1 | 1 | Argentine |
| 15 février | Uruguay   | 2 | 0 | Bolivie   |
| 15 février | Argentine | 3 | 1 | Brésil    |
| 18 février | Colombie  | 3 | 1 | Équateur  |
| 18 février | Chili     | 1 | 0 | Uruguay   |
| 21 février | Bolivie   | 3 | 3 | Colombie  |
| 21 février | Brésil    | 9 | 2 | Équateur  |
| 25 février | Argentine | 1 | 0 | Uruguay   |
| 28 février | Brésil    | 1 | 0 | Chili     |

### Matchs
| 14 janvier 1945 | Chili                                                             | 6 – 3 | Équateur                                           | Estadio Nacional (Santiago)                            |                                                        |
| | Alcántara 28e, 59e, 81e · Vera 29e · Hormazábal 45e · Clavero 70e | (3 - 2) | Raymondi Chávez 30e · Jiménez 44e · L. Mendoza 51e | Spectateurs : 65 000 Arbitrage : José Bartolomé Macías | Spectateurs : 65 000 Arbitrage : José Bartolomé Macías |
| Livingstone - Barrera, Klein - Las Heras, Hormazábal, Ataglich - Piñeiro, Clavero, Contreras ( Vera), Alcántara, Medina | Équipes                                                           | Medina - Henríquez, Zurita - Alvarez, Mejía, L. Mendoza - J. Mendoza, Jiménez, Raymondi Chávez, Aguayo, Acevedo |                                                    | Spectateurs : 65 000 Arbitrage : José Bartolomé Macías | Spectateurs : 65 000 Arbitrage : José Bartolomé Macías |

| 18 janvier 1945 | Argentine                                                | 4 – 0 | Bolivie | Estadio Nacional (Santiago)                         |                                                     |
| | Pontoni 10e · Martino 43e · Loustau 70e · De la Mata 75e | (2 - 0) |         | Spectateurs : 35 000 Arbitrage : Humberto Reginatto | Spectateurs : 35 000 Arbitrage : Humberto Reginatto |
| Bello - Salomón, De Zorzi - Sosa, Perucca, Colombo - Muñoz, De la Mata ( 81e Farro), Pontoni ( 81e Ferraro), Martino, Loustau | Équipes                                                  | Arraya - Alcha, Rojas ( N. Prieto) - Gutiérrez, Fernández, Calderón - González, Romero, Tapia, Orozco ( Ortega), Orgaz |         | Spectateurs : 35 000 Arbitrage : Humberto Reginatto | Spectateurs : 35 000 Arbitrage : Humberto Reginatto |

| 21 janvier 1945 | Brésil                                           | 3 – 0 | Colombie | Estadio Nacional (Santiago)                      |                                                  |
| | Jorginho 13e · Heleno 15e · Jaime de Almeida 38e | (3 - 0) |          | Spectateurs : 60 000 Arbitrage : Nobel Valentini | Spectateurs : 60 000 Arbitrage : Nobel Valentini |
| Oberdan - Domingos da Guia, Norival - Biguá, Rui, Jaime de Almeida - Tesourinha, Zizinho, Heleno ( Servílio), Jorginho ( Vevé), Ademir | Équipes                                          | Acosta - G. Mejía, Martínez - Joliani ( Picalúa), Quintero, De la Hoz - De León, Gámez, González Rubio, Berdugo, Mendoza |          | Spectateurs : 60 000 Arbitrage : Nobel Valentini | Spectateurs : 60 000 Arbitrage : Nobel Valentini |

| 24 janvier 1945 | Chili                                      | 5 – 0 | Bolivie | Estadio Nacional (Santiago)                      |                                                  |
| | Clavero 13e, 27e, 39e · Alcántara 75e, 79e | (3 - 0) |         | Spectateurs : 70 000 Arbitrage : Nobel Valentini | Spectateurs : 70 000 Arbitrage : Nobel Valentini |
| Livingstone - Barrera, Vásquez - Las Heras, Pastene, Ataglich ( Busquets) - Piñeiro, Clavero, Alcántara ( Contreras), Vera, Medina | Équipes                                    | Arraya - Alcha, N. Prieto - Gutiérrez, Fernández, Calderón - González, Ortega ( Peredo), Tapia ( Medrano), Orozco, Orgaz |         | Spectateurs : 70 000 Arbitrage : Nobel Valentini | Spectateurs : 70 000 Arbitrage : Nobel Valentini |

| 24 janvier 1945                                                                                              | Uruguay                                          | 5 – 1 | Équateur   | Estadio Nacional (Santiago)                   |                                               |
| | A. García 1re, 60e, 83e · Porta 28e · Varela 69e | (2 - 1) | Aguayo 39e | Spectateurs : 70 000 Arbitrage : Mário Vianna | Spectateurs : 70 000 Arbitrage : Mário Vianna |
| Máspoli - Pini, Tejera - Colturi, Varela, Viana - Castro, Ortiz, J. García ( 46e Riephoff), A. García, Porta | Équipes                                          | Medina - Henríquez, Zurita - Alvarez, Mejía, L. Mendoza - J. Mendoza, Jiménez, Raymondi Chávez ( Albán), Aguayo, Acevedo |            | Spectateurs : 70 000 Arbitrage : Mário Vianna | Spectateurs : 70 000 Arbitrage : Mário Vianna |

| 28 janvier 1945 | Uruguay                                                                        | 7 – 0 | Colombie | Estadio Nacional (Santiago)                   |                                               |
| | A. García 22e, 89e · Riephoff 25e · J. García 37e, 83e · Ortiz 75e · Porta 86e | (3 - 0) |          | Spectateurs : 28 000 Arbitrage : Mário Vianna | Spectateurs : 28 000 Arbitrage : Mário Vianna |
| Máspoli - Pini, Prado - Colturi ( 63e Gambetta), Varela, Viana - Zapirain ( 60e Castro), Ortiz, Riephoff ( 30e J. García), A. García, Porta | Équipes                                                                        | Acosta - G. Mejía, Martínez ( Joliani) - Picalúa, Quintero, De la Hoz - De León, Gámez, González Rubio, Berdugo ( Recio), Mendoza |          | Spectateurs : 28 000 Arbitrage : Mário Vianna | Spectateurs : 28 000 Arbitrage : Mário Vianna |

| 28 janvier 1945 | Brésil                      | 2 – 0 | Bolivie | Estadio Nacional (Santiago)                            |                                                        |
| | Ademir 48e · Tesourinha 80e | (0 - 0) |         | Spectateurs : 28 000 Arbitrage : José Bartolomé Macías | Spectateurs : 28 000 Arbitrage : José Bartolomé Macías |
| Oberdan - Domingos da Guia, Norival ( Begliomini) - Biguá, Rui, Jaime de Almeida - Tesourinha, Zizinho, Servílio, Jorginho, Ademir ( Jair) | Équipes                     | Arraya - Alcha, N. Prieto - Saavedra, Fernández, Calderón - González, Ortega, Medrano ( Tapia ( Inchausti)), Orozco, Orgaz ( 65e) |         | Spectateurs : 28 000 Arbitrage : José Bartolomé Macías | Spectateurs : 28 000 Arbitrage : José Bartolomé Macías |

| 31 janvier 1945 | Chili                    | 2 – 0 | Colombie | Estadio Nacional (Santiago)                            |                                                        |
| | Medina 29e · Piñeiro 35e | (2 - 0) |          | Spectateurs : 60 000 Arbitrage : José Bartolomé Macías | Spectateurs : 60 000 Arbitrage : José Bartolomé Macías |
| Livingstone - Barrera, Vásquez ( Roa) - Las Heras, Pastene, Busquets - Piñeiro, Clavero, Alcántara, Contreras ( Cremaschi), Medina | Équipes                  | Acosta - G. Mejía, Picalúa - Joliani, Quintero, De la Hoz - Meléndez, Gámez, González Rubio ( Granados), Berdugo ( Recio), Mendoza ( Martínez) |          | Spectateurs : 60 000 Arbitrage : José Bartolomé Macías | Spectateurs : 60 000 Arbitrage : José Bartolomé Macías |

| 31 janvier 1945                                                                                                   | Argentine                                                   | 4 – 2 | Équateur                    | Estadio Nacional (Santiago)                      |                                                  |
| | Pontoni 11e · De la Mata 50e · Martino 69e · Pellegrina 83e | (1 - 0) | Aguayo 53e · J. Mendoza 62e | Spectateurs : 60 000 Arbitrage : Nobel Valentini | Spectateurs : 60 000 Arbitrage : Nobel Valentini |
| Bello - Salomón, De Zorzi - Sosa, Perucca, Colombo - Boyé, De la Mata ( 62e Méndez), Pontoni, Martino, Pellegrina | Équipes                                                     | Medina - Henríquez, Zurita ( Villagómez) - Alvarez, Mejía, L. Mendoza - J. Mendoza, Jiménez, Raymondi Chávez, Aguayo, Acevedo |                             | Spectateurs : 60 000 Arbitrage : Nobel Valentini | Spectateurs : 60 000 Arbitrage : Nobel Valentini |

| 7 février 1945 | Argentine                                                                                  | 9 – 1 | Colombie    | Estadio Nacional (Santiago)                      |                                                  |
| | Pontoni 3e, 7e · Méndez 15e, 39e · Martino 27e · Boyé 41e · Loustau 50e · Ferraro 80e, 81e | (6 - 0) | Mendoza 52e | Spectateurs : 60 000 Arbitrage : Nobel Valentini | Spectateurs : 60 000 Arbitrage : Nobel Valentini |
| Ricardo - Salomón ( 57e Yebra), De Zorzi - Sosa, Perucca, Colombo - Boyé, Méndez, Pontoni ( 77e Ferraro), Martino ( 76e Farro), Loustau | Équipes                                                                                    | Acosta - G. Mejía, Picalúa - Granados, Quintero, De la Hoz - Zapata ( Martínez), Gámez, Recio ( González Rubio), Berdugo ( Joliani), Mendoza |             | Spectateurs : 60 000 Arbitrage : Nobel Valentini | Spectateurs : 60 000 Arbitrage : Nobel Valentini |

| 7 février 1945 | Brésil                   | 3 – 0 | Uruguay | Estadio Nacional (Santiago)                            |                                                        |
| | Heleno 8e, 32e · Rui 20e | (3 - 0) |         | Spectateurs : 60 000 Arbitrage : José Bartolomé Macías | Spectateurs : 60 000 Arbitrage : José Bartolomé Macías |
| Oberdan - Domingos da Guia, Begliomini - Biguá, Rui, Jaime de Almeida - Tesourinha, Zizinho, Heleno, Jair, Ademir | Équipes                  | Máspoli - Pini ( 46e Tejera), Prado - Gambetta, Varela, Viana - Zapirain, Ortiz, A. García ( 65e Falero), J. García ( 46e Sarro), Porta |         | Spectateurs : 60 000 Arbitrage : José Bartolomé Macías | Spectateurs : 60 000 Arbitrage : José Bartolomé Macías |

| 11 février 1945 | Bolivie | 0 – 0 | Équateur | Estadio Nacional (Santiago)                   |                                               |
| |         | (0 - 0) |          | Spectateurs : 70 000 Arbitrage : Mário Vianna | Spectateurs : 70 000 Arbitrage : Mário Vianna |
| Arraya - Alcha, N. Prieto - Saavedra, Fernández, Calderón - González, Romero, Tapia ( Inchausti), Orozco ( Ortega), Orgaz | Équipes | Medina - Henríquez, Zurita - Alvarez, Mejía, L. Mendoza ( Garnica) - J. Mendoza ( Montenegro), Jiménez, Raymondi Chávez, Aguayo, Acevedo |          | Spectateurs : 70 000 Arbitrage : Mário Vianna | Spectateurs : 70 000 Arbitrage : Mário Vianna |

| 11 février 1945 | Chili     | 1 – 1 | Argentine  | Estadio Nacional (Santiago)                      |                                                  |
| | Medina 3e | (1 - 0) | Méndez 67e | Spectateurs : 70 000 Arbitrage : Nobel Valentini | Spectateurs : 70 000 Arbitrage : Nobel Valentini |
| Livingstone - Barrera, Vásquez - Las Heras, Pastene, Busquets - Piñeiro ( Armingol), Clavero, Hormazábal, Vera ( Contreras), Medina | Équipes   | Ricardo - Salomón, De Zorzi - Sosa, Perucca, Colombo - Boyé ( 46e Muñoz), Méndez, Pontoni, Martino, Loustau |            | Spectateurs : 70 000 Arbitrage : Nobel Valentini | Spectateurs : 70 000 Arbitrage : Nobel Valentini |

| 15 février 1945                                                                                      | Uruguay                | 2 – 0 | Bolivie | Estadio Nacional (Santiago)                   |                                               |
| | Falero 26e · Porta 75e | (1 - 0) |         | Spectateurs : 65 000 Arbitrage : Mário Vianna | Spectateurs : 65 000 Arbitrage : Mário Vianna |
| Máspoli - Tejera, Prado - Gambetta ( 57e), Sarro, Viana - Castro, Santiago, Falero, J. García, Porta | Équipes                | Arraya - Alcha (), N. Prieto - Saavedra (), Fernández, Calderón - Inchausti, Romero, Medrano ( Peredo), Orozco, Orgaz |         | Spectateurs : 65 000 Arbitrage : Mário Vianna | Spectateurs : 65 000 Arbitrage : Mário Vianna |

| 15 février 1945 | Argentine            | 3 – 1 | Brésil     | Estadio Nacional (Santiago)                      |                                                  |
| | Méndez 14e, 20e, 40e | (3 - 1) | Ademir 32e | Spectateurs : 65 000 Arbitrage : Nobel Valentini | Spectateurs : 65 000 Arbitrage : Nobel Valentini |
| Ricardo - Salomón, De Zorzi ( 30e Palma) - Sosa, Perucca, Colombo - Muñoz, Méndez ( 67e De la Mata), Pontoni, Martino ( 68e Farro), Loustau | Équipes              | Oberdan - Domingos da Guia, Begliomini ( Newton) - Biguá, Rui, Jaime de Almeida ( Alfredo II) - Tesourinha, Zizinho, Heleno ( Servilio), Jair, Ademir |            | Spectateurs : 65 000 Arbitrage : Nobel Valentini | Spectateurs : 65 000 Arbitrage : Nobel Valentini |

| 18 février 1945 | Colombie                                    | 3 – 1 | Équateur  | Estadio Nacional (Santiago)                      |                                                  |
| | González Rubio 2e · Gámez 64e · Berdugo 70e | (1 - 1) | Aguayo 4e | Spectateurs : 65 000 Arbitrage : Nobel Valentini | Spectateurs : 65 000 Arbitrage : Nobel Valentini |
| Acosta - G. Mejía, Martínez - Picalúa, Quintero, De la Hoz - Granados, Gámez, González Rubio ( Recio ( Berdugo)), De León, Mendoza | Équipes                                     | Medina - Henríquez, Zurita - Garnica, Mejía, Alvarez - Montenegro, Jiménez, Raymondi Chávez, Aguayo, Acevedo ( J. Mendoza) |           | Spectateurs : 65 000 Arbitrage : Nobel Valentini | Spectateurs : 65 000 Arbitrage : Nobel Valentini |

| 18 février 1945 | Chili     | 1 – 0 | Uruguay | Estadio Nacional (Santiago)                            |                                                        |
| | Medina 8e | (1 - 0) |         | Spectateurs : 65 000 Arbitrage : José Bartolomé Macías | Spectateurs : 65 000 Arbitrage : José Bartolomé Macías |
| Livingstone - Barrera, Vásquez - Las Heras, Pastene ( Ataglich), Busquets - Piñeiro, Clavero, Hormazábal, Contreras ( Vera), Medina ( Castro) | Équipes   | Máspoli - Tejera, Prado - Gambetta (), Sarro, Viana - Castro ( 70e Ortiz), A. García, Zapirain, Riephoff ( 18e J. García), Porta |         | Spectateurs : 65 000 Arbitrage : José Bartolomé Macías | Spectateurs : 65 000 Arbitrage : José Bartolomé Macías |

| 21 février 1945 | Bolivie                                  | 3 – 3 | Colombie                                   | Estadio Nacional (Santiago)                     |                                                 |
| | Fernández 57e · González 75e · Orgaz 80e | (0 - 2) | González Rubio 3e · Berdugo 7e · Gámez 67e | Spectateurs : 22 000 Arbitrage : Juan Las Heras | Spectateurs : 22 000 Arbitrage : Juan Las Heras |
| Arraya ( C. Prieto) - Alcha, N. Prieto - Saavedra, Fernández ( Inchausti), Calderón - Gutiérrez, Romero, González, Orozco, Orgaz | Équipes                                  | Acosta - G. Mejía, Martínez - Picalúa, Quintero, De la Hoz - Granados, Gámez, González Rubio, Berdugo, Mendoza |                                            | Spectateurs : 22 000 Arbitrage : Juan Las Heras | Spectateurs : 22 000 Arbitrage : Juan Las Heras |

| 21 février 1945 | Brésil                                                                   | 9 – 2 | Équateur                  | Estadio Nacional (Santiago)                            |                                                        |
| | Ademir 3e, 10e, 75e · Heleno 22e, 28e · Zizinho 40e, 65e · Jair 67e, 68e | (5 - 1) | Aguayo 42e · Albornoz 49e | Spectateurs : 22 000 Arbitrage : José Bartolomé Macías | Spectateurs : 22 000 Arbitrage : José Bartolomé Macías |
| Oberdan - Domingos da Guia, Newton - Biguá, Rui, Alfredo II - Tesourinha ( Jorginho), Zizinho, Heleno, Jair, Ademir | Équipes                                                                  | Medina ( Suárez) - Henríquez ( Villagómez), Zurita - L. Mendoza, Mejía, Alvarez - J. Mendoza, Jiménez, Albornoz, Aguayo, Acevedo |                           | Spectateurs : 22 000 Arbitrage : José Bartolomé Macías | Spectateurs : 22 000 Arbitrage : José Bartolomé Macías |

| 25 février 1945                                                                                          | Argentine   | 1 – 0 | Uruguay | Estadio Nacional (Santiago)                     |                                                 |
| | Martino 50e | (0 - 0) |         | Spectateurs : 75 000 Arbitrage : Juan Las Heras | Spectateurs : 75 000 Arbitrage : Juan Las Heras |
| Ricardo - Salomón, Palma - Sosa, Perucca, Colombo - Muñoz ( 77e Boyé), Méndez, Ferraro, Martino, Loustau | Équipes     | Máspoli - Tejera, Prado - Varela, Sarro, Viana - Ortiz, A. García ( 80e Falero), Zapirain, J. García ( 65e Castro), Porta |         | Spectateurs : 75 000 Arbitrage : Juan Las Heras | Spectateurs : 75 000 Arbitrage : Juan Las Heras |

| 28 février 1945 | Brésil     | 1 – 0 | Chili | Estadio Nacional (Santiago)                      |                                                  |
| | Heleno 20e | (1 - 0) |       | Spectateurs : 80 000 Arbitrage : Nobel Valentini | Spectateurs : 80 000 Arbitrage : Nobel Valentini |
| Oberdan - Domingos da Guia, Norival - Biguá, Danilo, Jaime de Almeida - Tesourinha ( Djalma), Zizinho, Heleno, Jair, Ademir | Équipes    | Livingstone - Barrera, Vásquez - Las Heras, Pastene, Busquets - Piñeiro ( Armingol), Clavero, Hormazábal ( Ataglich), Vera ( Contreras), Medina |       | Spectateurs : 80 000 Arbitrage : Nobel Valentini | Spectateurs : 80 000 Arbitrage : Nobel Valentini |

| Championnat sud-américain de football de 1945 - Vainqueur Argentine 7e titre |

## Meilleurs buteurs
6 buts
- Norberto Méndez
- Heleno de Freitas

5 buts
- Ademir
- Juan Alcántara
- Atilio García

4 buts
- Rinaldo Martino
- René Pontoni
- Guillermo Clavero
- Víctor Aguayo

3 buts
- Desiderio Medina
- Roberto Porta